# Грасе
Грасе́ (фр. Graçay) — коммуна во Франции, находится в регионе Центр. Департамент — Шер. Главный город кантона Грасе. Округ коммуны — Вьерзон.
Код INSEE коммуны — 18103.

## География
Коммуна расположена приблизительно в 195 км к югу от Парижа, в 85 км южнее Орлеана, в 45 км к западу от Буржа.
Через территорию коммуны протекают реки Фузон и Позон.

## Население
Население коммуны на 2008 год составляло 1557 человек.
| 1962 | 1968 | 1975 | 1982 | 1990 | 1999 | 2008 |
| ---- | ---- | ---- | ---- | ---- | ---- | ---- |
| 1889 | 2043 | 2019 | 1844 | 1559 | 1562 | 1557 |

## Администрация
| Период | Период | Фамилия        | Партия                                                                         | Примечания |
| ------ | ------ | -------------- | ------------------------------------------------------------------------------ | ---------- |
| 1944   | 1968   | Эдмон Ферражю  | Французская секция Рабочего интернационала Французская коммунистическая партия |            |
| 1968   | 1988   | Пьер Монен     | Разные правые                                                                  |            |
| 1988   | 1990   | Пьер Франсуа   | Разные правые                                                                  |            |
| 1990   | 1995   | Анн-Мари Дюпре | Объединение в поддержку республики                                             |            |
| 1995   | 1998   | Анри Бофоль    | Французская коммунистическая партия                                            |            |
| 2008   | 2014   | Жан-Пьер Шарль | Французская коммунистическая партия                                            |            |

## Экономика
В 2007 году среди 829 человек в трудоспособном возрасте (15-64 лет) 578 были экономически активными, 251 — неактивными (показатель активности — 69,7 %, в 1999 году было 64,7 %). Из 578 активных работали 467 человек (254 мужчины и 213 женщин), безработных было 111 (57 мужчин и 54 женщины). Среди 251 неактивных 61 человек были учениками или студентами, 106 — пенсионерами, 84 были неактивными по другим причинам.

## Достопримечательности
- Церковь Нотр-Дам (XIX век). Исторический памятник с 1992 года[3]
- Руины церкви Сен-Мартен (XII век). Церковь была частью бенедиктинского монастыря Массе. Исторический памятник с 1930 года[4]
- Замок Кулон (XVI век). Исторический памятник с 1994 года[5]
- Дольмен Грос-Пьер. Исторический памятник с 1889 года[6]
- Скульптурная группа «Мадонна с младенцем» (XV век). Высота — 110 см. Исторический памятник с 1976 года[7]
- Музей фотографии[8]

## Фотогалерея
- Церковь Нотр-Дам
- Мэрия
- Карта коммуны